# Moneró
Moneró é um bairro de classe média e classe média alta da Zona Norte do município do Rio de Janeiro, localizado dentro da Ilha do Governador.
Predominantemente residencial, o Moneró é considerado um dos melhores bairros da Ilha do Governador, em função de sua diversificação urbana e infra-estrutura. Fica próximo ao Ilha Plaza Shopping, inaugurado em 1992 na avenida Maestro Paulo e Silva, no Jardim Carioca, bairro vizinho. Na Praia da Rosa, junto a remanescentes de manguezais, o Governador Iate Clube, implantado em uma ilha próxima, oferece esportes náuticos, academia de ginástica, eventos diversos e torneios de futebol.
Seu IDH, no ano 2000, era de 0,904, o 25º melhor do município do Rio de Janeiro e o segundo melhor da Ilha do Governador em conjunto com o bairro vizinho Portuguesa.

## História

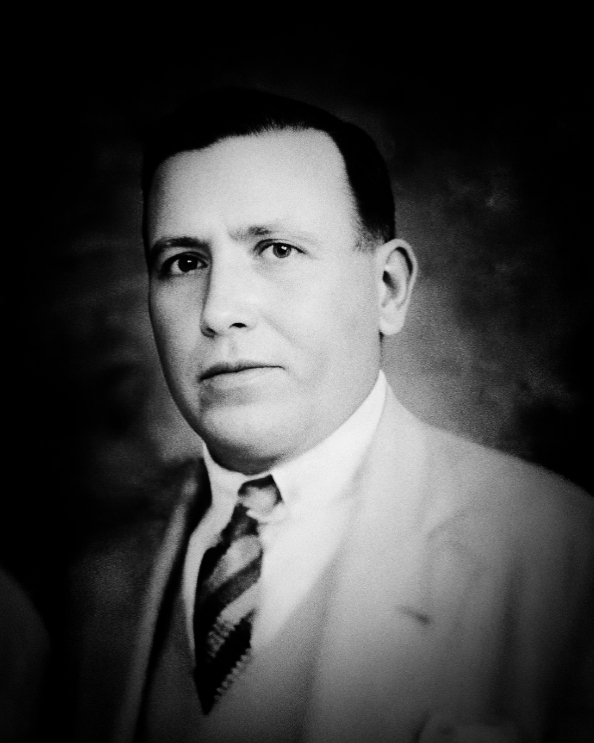
Joaquim Pereira de Magalhães Vides (1850-1905).

Originalmente, a localidade pertenceu ao Fidalgo português "coronel" Joaquim Pereira de Magalhães Vides, natural de Felgueiras.
Ao pisar em terras brasileiras, nos idos de 1883, Vides, recomendado ao então Imperador Pedro II, recebeu essas terras por meio de uma doação, concedida pela coroa.
Além do atual Moneró, a metragem que lhe foi doada era formada por parte dos atuais bairros Jardim Carioca, Portuguesa (bairro) e Galeão (bairro).
Sem maiores recursos, por intermédio do Capitão Pedro Barbosa da Silva (Cap. Barbosa), recorreu ao lavrador Bernardino Gomes Chaló, um lavrador, também português, atuante nas imediações, a fim de que, firmando sociedade, pudessem usufruir comercialmente da região. Desse, obteve a quantia necessária, além da mão de sua filha mais velha, Virgínia Gomes, vinte anos mais jovem.
Formando sua fazenda, Vides a fez produtiva, firmando-se no ramo agropecuário, e se tornando, devido as relações na corte, fornecedor de armazéns, localizados pela Zona Central carioca. Em pouco tempo, quitou sua dívida com o sogro, reavendo parte de sua terras, que haviam sido ofertadas como forma de garantia.
Casado com Dona Virgínia, Vides foi pai de oito filhos: Joaquina Gomes (Barrozo / Silva), Júlia Gomes (Barroso), Manoel Magalhães Vides, Lourenço Pereira de Magalhães Vides, Antônio Pereira Vides, Maria Gomes (Constantino), Bernardino Magalhães Vides e José Magalhães Vides.
|  |  |  |  |  |  |
|  |  |  |  |  |  |

Após a morte de Vides, em 14 de janeiro de 1905, o controle de sua própria e negócios foram transferidos aos cuidados do também português Antônio Lourenço Capella, um de seus funcionários que, devido a necessidade administrativa da viúva do patrão falecido, cassou-se com ela, dez anos mais velha. Tiveram dois filhos: Luiz Lourenço Capella e Felicidade Gomes Capella.
Esse, dando seguimento ao trabalho de Vides, empregou parentes recém chegados ao Brasil, dentre os quais, um tio chamado António Bernardo Capella Esteves (bisavô da atriz Fernanda Montenegro). Em sua autobiografia: "Prólogo, ato, epílogo", a artista menciona passagens vividas por seus antepassados na localidade:
"Meu bisavô, de sobrenome Capela Esteves, veio para o Rio de Janeiro com as duas filhas (...) Os portugueses da família de meu pai não vieram nas grandes velas de imigrantes. Chegaram para se juntar aos parentes chacareiros que viviam na Ilha do Governador, de onde traziam verduras, de barco, até a praça Quinze, no Centro do Rio. (...)"
Após o término do inventário de Vides, um trâmite que durou cerca de duas décadas (uma vez que, quando de seu falecimento, D. Virgínia esperava pelo oitavo filho do casal), os primeiros loteamentos foram feitos e negociados pelos próprios herdeiros. Parte de seus descendentes, ainda residem na região e em demais áreas da Ilha do Governador.
Passados alguns anos, na década de 1950, a região passou pelo início de seu processo de urbanização. Em 1956, os Irmãos Heloy e Hélio Moneró, abastados pelo próspero funcionamento de uma loteria esportiva, situada no Centro, investiram em alguns loteamento, com a ideia de, ali, erguerem o "Jardim Ipatinga". Devido as placas, que exibiam o nome da construtora da família, a população prevaleceu o "Moneró".
Em 1981, o nome foi oficializado pela Prefeitura do Rio de Janeiro.

## Esporte e Lazer
No bairro há o conhecido Corredor Esportivo do Moneró, que tem o nome oficial de Parque Professor Roy Robson (1954 - 1989), uma grande área de esportes e lazer inaugurada em 1989 no primeiro ano da gestão Marcello Alencar, mais que teve melhorais recebidas durante o mandato do Prefeito Marcello Alencar (1989-1992) e no mandato seguinte do Prefeito César Maia (1993-1996).
Constitui uma das maiores áreas de lazer e esporte da Ilha do Governador.
Seu nome oficial, Parque Professor Roy Robson, é uma homenagem ao professor de Educação Física que era morador do vizinho bairro de Tubiacanga; atuante nas comunidades, nos anos 80, Robson promovia equipes infantis de atletismo nas escolas, muitas vezes sob patrocínio do Banco Econômico. No ano de 1989, após o falecimento do professor, o Corredor Esportivo do Moneró passa-se a se denominar oficialmente como Parque Professor Roy Robson.